# Torre Sul (Bruxelas)
A Torre Sul (em francês:  Tour du Midi, em neerlandês:  Zuidertoren) é um arranha-céus de 38 pisos, 148 m (486 pés), construído entre 1962 e 1967 em Bruxelas, Bélgica. A torre é o edifício mais alto da Bélgica, e foi o mais alto da União Europeia até ter sido ultrapassado pela Torre Montparnasse em Paris em 1972. A Tour du Midi fica junto à Estação de Bruxelas Sul. O edifício foi revestido em 1995-1996 com painéis de vidro unificado utilizando vidro prateado Solarbel, e pode acomodar cerca de 2500 trabalhadores nos vários escritórios. Foi construído pela Direção de Pensões belga, que ainda hoje a ocupa. O seu endereço é: Avenue P.H. Spaak/Europaesplanade. Tem 38 pisos acima do solo e 3 subterrâneos. 